# Пом-де-Тер (тауншип, Миннесота)
Пом-де-Тер (англ. Pomme de Terre) — тауншип в округе Грант, Миннесота, США. На 2000 год его население составило 165 человек.

## География
По данным Бюро переписи населения США площадь тауншипа составляет 93,0 км², из которых 88,3 км² занимает суша, а 4,7 км² — вода (5,04 %).

## Демография
По данным переписи населения 2000 года здесь находились 165 человек, 59 домохозяйств и 49 семей. Плотность населения —  1,9 чел./км². На территории тауншипа расположено 76 построек со средней плотностью 0,9 построек на один квадратный километр. Расовый состав населения: 100,00 % белых.
Из 59 домохозяйств в 32,2 % воспитывались дети до 18 лет, в 81,4 % проживали супружеские пары, в 3,4 % проживали незамужние женщины и в 15,3 % домохозяйств проживали несемейные люди. 11,9 % домохозяйств состояли из одного человека, при том 6,8 % из — одиноких пожилых людей старше 65 лет. Средний размер домохозяйства — 2,80, а семьи — 2,98 человека.
28,5 % населения — младше 18 лет, 5,5 % — в возрасте от 18 до 24 лет, 23,0 % — от 25 до 44, 26,1 % — от 45 до 64, и 17,0 % — старше 65 лет. Средний возраст — 37 лет. На каждые 100 женщин приходилось 94,1 мужчин. На каждые 100 женщин старше 18 приходилось 100,0 мужчин.
Средний годовой доход домохозяйства составлял 39 063 доллара, а средний годовой доход семьи —  41 875 долларов. Средний доход мужчин —  21 964  доллара, в то время как у женщин — 18 750. Доход на душу населения составил 20 792 доллара. За чертой бедности находились 4,9 % семей и 11,7 % всего населения тауншипа, из которых 17,1 % младше 18 лет.